# Hilde Mangold
Hilde Mangold (* 20. Oktober 1898 in Gotha als Hilde Pröscholdt; † 4. September 1924 in Berlin) war eine deutsche Biologin und Embryologin, die die entscheidenden Experimente auf dem Weg zur Entdeckung des Spemann-Organisators (auch Spemann-Mangold-Organisator) durchführte und damit wegweisend für die Entwicklung der Embryologie wurde.

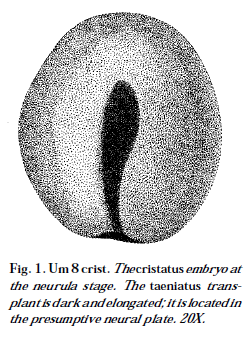
Abbildung aus Mangolds Dissertation

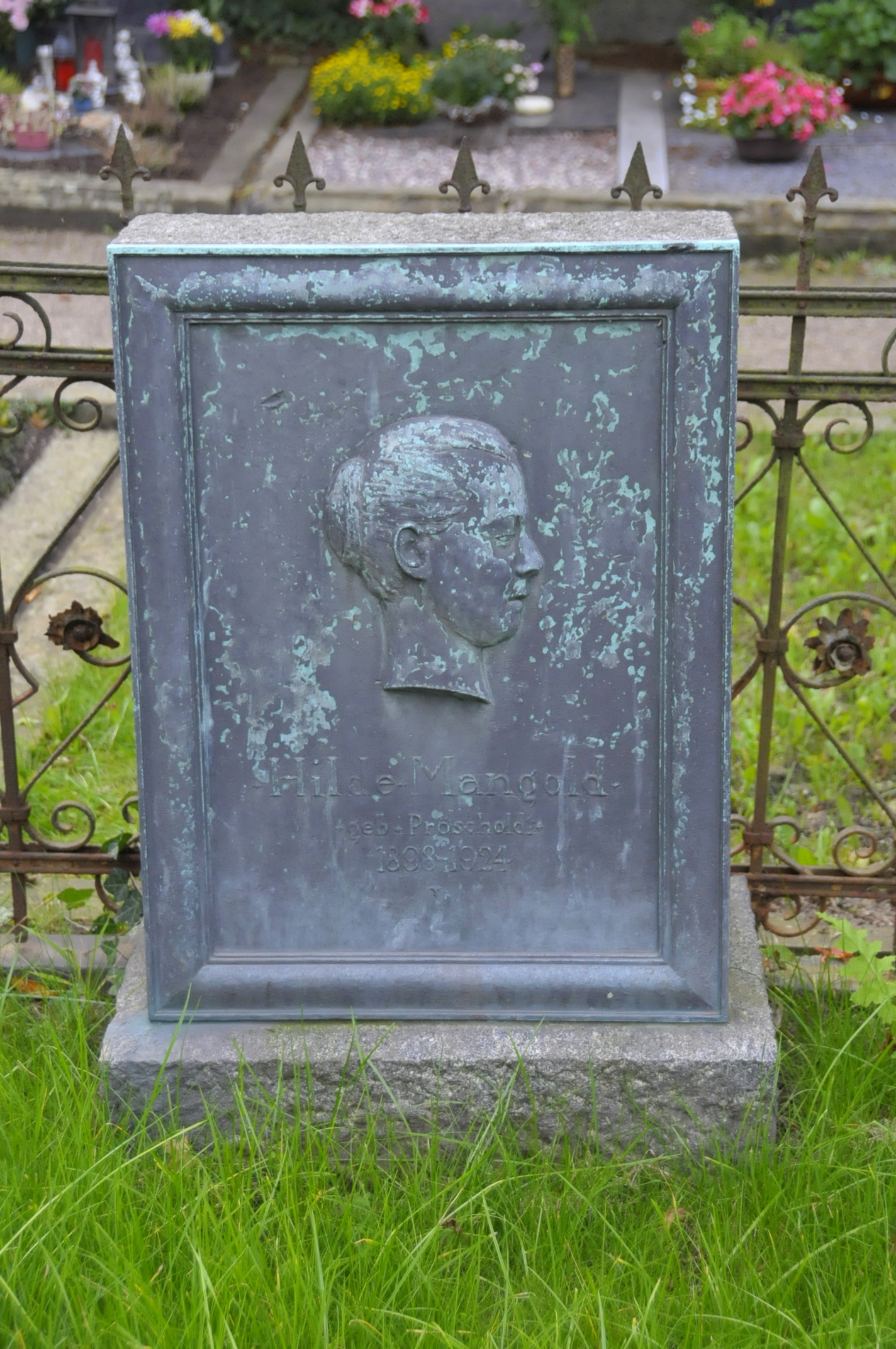
Grabstein von Hilde Mangold auf dem Hauptfriedhof Gotha

## Kindheit und Jugend
Hilde Pröscholdt war die mittlere Tochter von Gertrude und Ernst Pröscholdt. Sie hatte zwei Schwestern. Der Vater war vom Porzellanmaler zum Angestellten einer Seifenfabrik geworden und heiratete die Tochter des Besitzers. Die Familie lebte in guten Verhältnissen. Hildes Mutter war kulturell und politisch aktiv und setzte sich für die Verteidigung von Frauenrechten ein. Im Geist des deutschen Bildungsbürgertums erhielt Hilde eine sehr gute Schulbildung. Im Alter von 16 Jahren schickten ihre Eltern sie an das Gymnasium Ernestinum Gotha, damals eine Ausnahme für Mädchen. 

## Studium und Werk
Nach dem Abitur 1918 studierte Hilde Pröscholdt Chemie an der Universität Jena und ab 1919 Zoologie bei Otto zur Strassen an der Universität Frankfurt am Main. Dort hörte sie eine Vorlesung des Embryologen Hans Spemann über experimentelle Embryologie, der sie überzeugte, selber in dieser Richtung zu arbeiten. 1920 wechselte sie für ihre Promotion an das Zoologische Institut der Universität Freiburg in Spemanns Gruppe. Dessen Laborassistent, der Zoologe Otto Mangold, wurde 1921 ihr Ehemann.
In der Gruppe von Spemann führte Hilde Mangold bis 1922 im Rahmen ihres Promotionsvorhabens die entscheidenden Experimente an Embryonen durch, die später zur Verleihung des Nobelpreises an Spemann führten. Sie entdeckte den sogenannten Spemann-Organisator, ein zelluläres Organisationszentrum für die Achsenbildung während der Vertebratenentwicklung. Im Februar 1924 wurde Hilde Mangold mit der Arbeit Über Induktion von Embryonalanlagen durch Implantation artfremder Organisatoren in Zoologie promoviert. Spemann fügte gegen den Willen Mangolds seinen Namen als Autor der Dissertation zu ihrem hinzu. Die Entdeckung des Organisators wurde 1924 von Spemann und Mangold veröffentlicht. Spemann erhielt dafür 1935 den Medizin-Nobelpreis. Mangolds Leistung wurde bei der Preisvergabe nicht berücksichtigt, da Nobelpreise grundsätzlich nicht an Verstorbene vergeben werden.

## Privatleben
Im Dezember 1923 gebar Hilde Mangold ihren Sohn Christian. 1924 zog sie mit ihrem Mann nach Berlin und starb im September desselben Jahres bei einem schweren Brandunfall im Haus ihrer Schwiegereltern. Den Einfluss, den ihre Arbeit auf die Entwicklung der Embryologie haben sollte, erlebte sie nicht mehr, ebenso wenig wie die Veröffentlichung der Publikation. Sie fand ihre letzte Ruhestätte auf dem Hauptfriedhof Gotha. Dort steht ihr Grabstein auf dem Familiengrab ihrer Eltern Ernst (1864–1945) und Gertrud Pröscholdt, geb. Blödner (1872–1959).

## Ehrungen
Die US-amerikanische Gesellschaft für Entwicklungsbiologie gründete zu Ehren Hilde Mangolds das Hilde Mangold Symposium, um während ihrer Jahrestagung herausragende Arbeiten auf dem Gebiet der Entwicklungsbiologie zu würdigen.

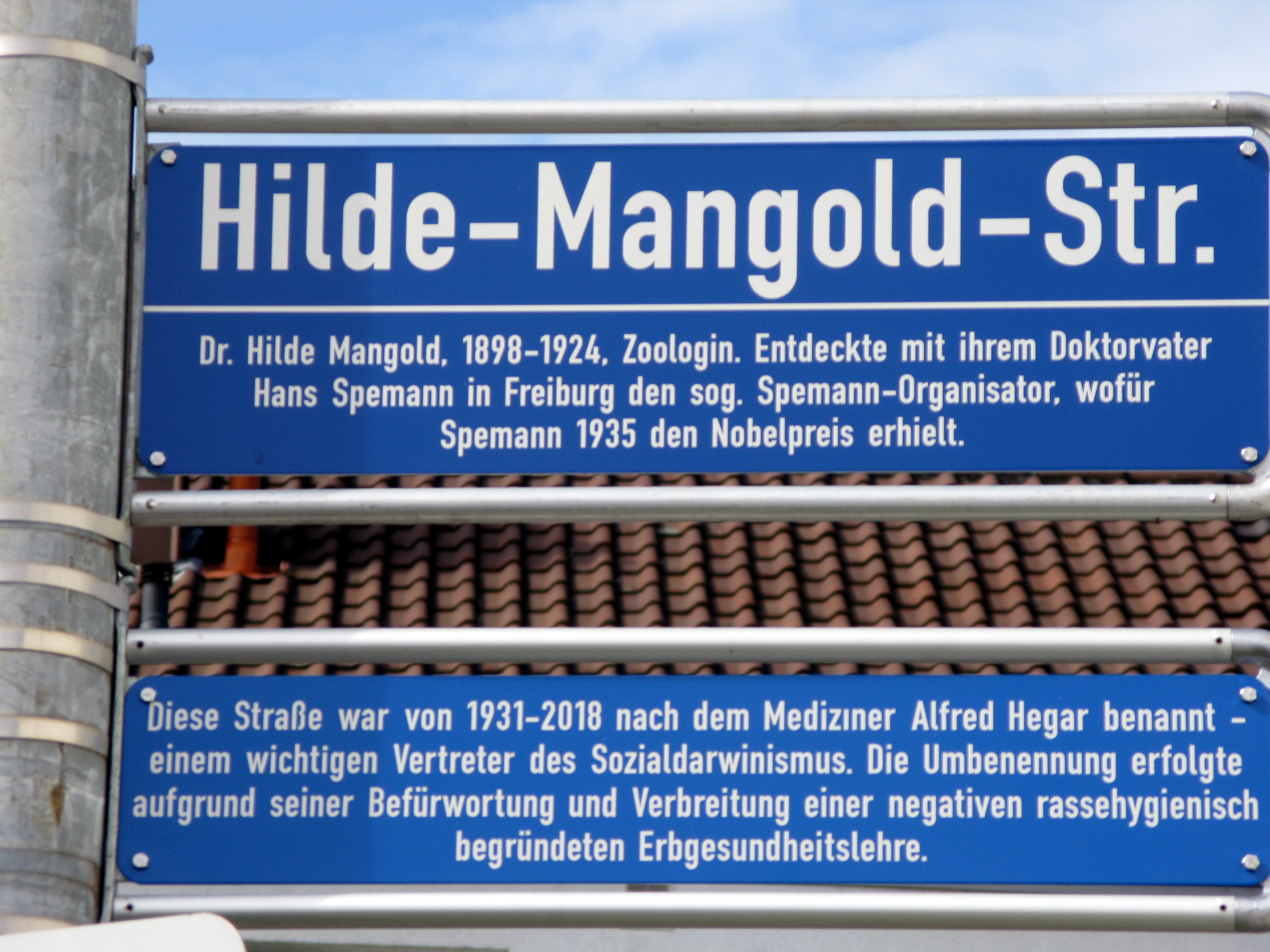
Straßenschild im Freiburger Stadtteil Stühlinger

2018 wurde in Freiburg im Breisgau eine Straße nach Hilde Mangold benannt, die zuvor den Namen Hegarstraße trug. 2021 wurde in Freiburg das Forschungsgebäude des Exzellenzclusters CIBSS – Centre for Integrative Biological Signalling Studies – an der Universität Freiburg in der Habsburgerstraße 49 in Hilde-Mangold-Haus umbenannt.